# Indianapolis 500 in 1911
De 1e Indianapolis 500 werd gereden op dinsdag 30 mei 1911 op de Indianapolis Motor Speedway.  Amerikaans coureur Ray Harroun won de race.

## Startgrid

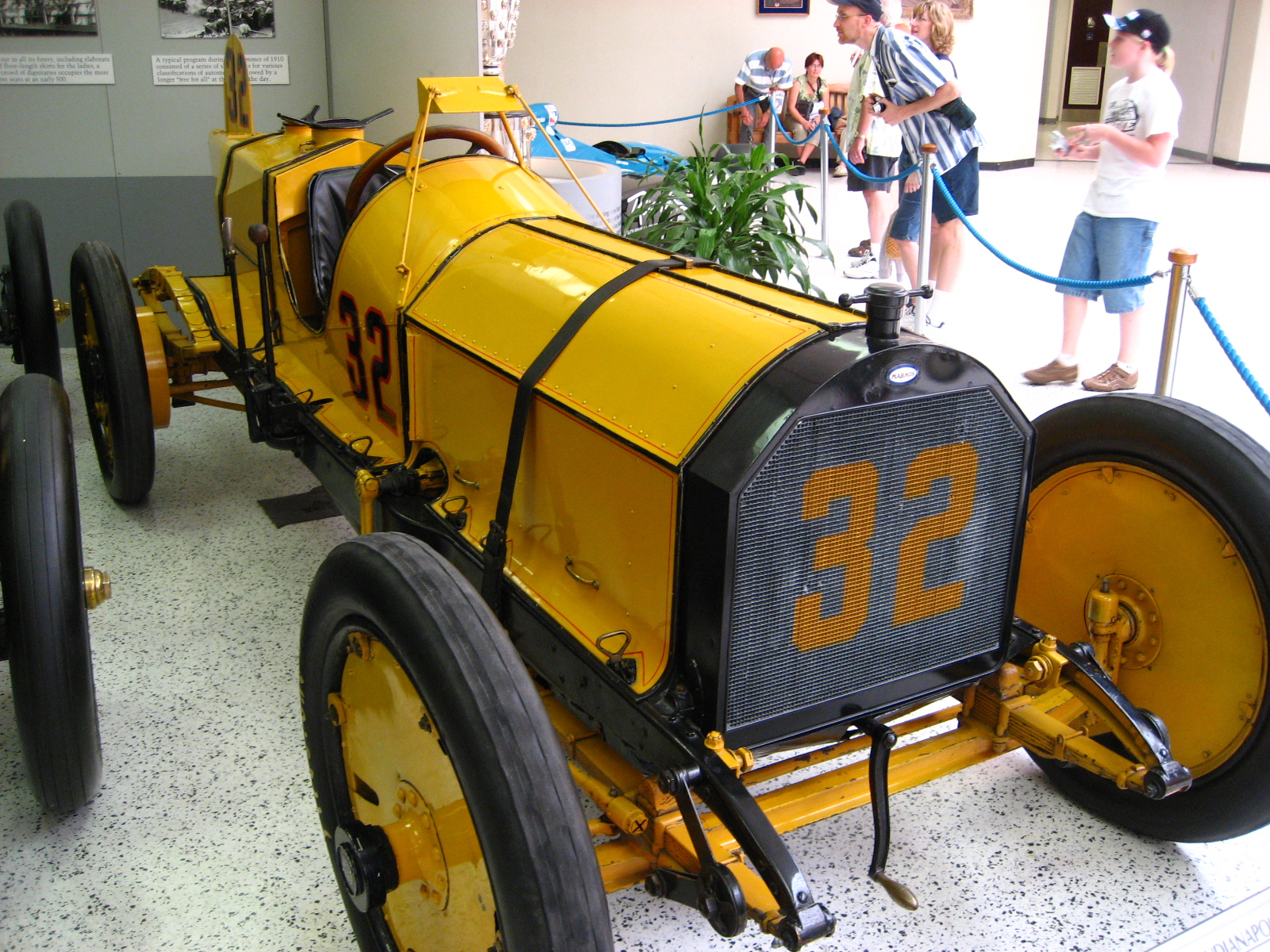
Harrouns winnende Marmon "Wasp"

De startvolgorde werd bepaald aan de hand van de chronologische lijst van de inschrijvingen.
| Rij | Binnen               | Mid-links       | Midden        | Mid-rechts       | Buiten           |
| --- | -------------------- | --------------- | ------------- | ---------------- | ---------------- |
| 1   | Pace Car             | Lewis Strang    | Ralph DePalma | Harry Endicott   | Johnny Aitken    |
| 2   | Louis Disbrow        | Frank Fox       | Harry Knight  | Joe Jagersberger | Will Jones       |
| 3   | Gil Anderson         | Spencer Wishart | W. H. Turner  | Fred Belcher     | Arthur Chevrolet |
| 4   | Charles Basle        | Eddie Hearne    | Harry Grant   | Charlie Merz     | Howdy Wilcox     |
| 5   | Mel Marquette        | Fred Ellis      | Harry Cobe    | Jack Tower       | Ernest Delaney   |
| 6   | David L. Bruce-Brown | Lee Frayer      | Joe Dawson    | Ray Harroun      | Ralph Mulford    |
| 7   | Teddy Tetzlaff       | Herbert Lytle   | Hughie Hughes | Charles Bigelow  | Ralph Beardsley  |
| 8   | Caleb Bragg          | Howard Hall     | Bill Endicott | Arthur Greiner   | Bob Burman       |
| 9   | Billy Knipper        |                 |               |                  |                  |

## Race
Harroun werd halfweg de race voor ongeveer 35 ronden afgelost door Cyrus Patschke. Ook vijftien andere rijders maakten gebruik van een "aflosser" of "Relief Driver".
| #                                  | Coureur              | Auto               | Ronden | Opgave     |
| ---------------------------------- | -------------------- | ------------------ | ------ | ---------- |
| 1                                  | Ray Harroun          | Marmon             | 200    |            |
| 2                                  | Ralph Mulford        | Lozier             | 200    |            |
| 3                                  | David L. Bruce-Brown | Fiat               | 200    |            |
| 4                                  | Spencer Wishart      | Mercedes           | 200    |            |
| 5                                  | Joe Dawson           | Marmon             | 200    |            |
| 6                                  | Ralph DePalma        | Simplex            | 200    |            |
| 7                                  | Charlie Merz         | National           | 200    |            |
| 8                                  | W. H. Turner         | Amplex             | 200    |            |
| 9                                  | Fred Belcher         | Knox               | 200    |            |
| 10                                 | Harry Cobe           | Jackson            | 200    |            |
| 11                                 | Gil Anderson         | Stutz              | 200    |            |
| 12                                 | Hughie Hughes        | Mercer             | 200    |            |
| 13                                 | Lee Frayer           | Firestone-Columbus | 197    |            |
| 14                                 | Howdy Wilcox         | National           | 194    |            |
| 15                                 | Charles Bigelow      | Mercer             | 194    |            |
| 16                                 | Harry Endicott       | Inter-State        | 192    |            |
| 17                                 | Howard Hall          | Velie              | 190    |            |
| 18                                 | Billy Knipper        | Benz               | 188    |            |
| 19                                 | Bob Burman           | Benz               | 183    |            |
| 20                                 | Ralph Beardsley      | Simplex            | 178    |            |
| 21                                 | Eddie Hearne         | Fiat               | 175    |            |
| 22                                 | Frank Fox            | Pope-Hartford      | 162    |            |
| 23                                 | Ernest Delaney       | Cutting            | 160    |            |
| 24                                 | Jack Tower           | Jackson            | 145    |            |
| 25                                 | Mel Marquette        | McFarlan           | 142    |            |
| 26                                 | Bill Endicott        | Cole               | 104    |            |
| 27                                 | Johnny Aitken        | National           | 125    | Mechanisch |
| 28                                 | Will Jones           | Case               | 122    | Mechanisch |
| 29                                 | Lewis Strang         | Case               | 109    | Mechanisch |
| 30                                 | Harry Knight         | Westcott           | 90     | Ongeval    |
| 31                                 | Joe Jagersberger     | Case               | 87     | Ongeval    |
| 32                                 | Herbert Lytle        | Apperson           | 82     | Mechanisch |
| 33                                 | Harry Grant          | Alco               | 51     | Mechanisch |
| 34                                 | Charles Basle        | Buick              | 46     | Mechanisch |
| 35                                 | Louis Disbrow        | Pope-Hartford      | 45     | Ongeval    |
| 36                                 | Arthur Chevrolet     | Buick              | 30     | Mechanisch |
| 37                                 | Caleb Bragg          | Fiat               | 24     | Ongeval    |
| 38                                 | Fred Ellis           | Jackson            | 22     | Mechanisch |
| 39                                 | Teddy Tetzlaff       | Lozier             | 20     | Ongeval    |
| 40                                 | Arthur Greiner       | Amplex             | 12     | Ongeval    |
| Gemiddelde snelheid : 120,060 km/h |                      |                    |        |            |